# Ministrstvo za zunanje zadeve (Islandija)
Ministrstvo za zunanje zadeve (islandsko Utanríkisráðuneytið) je islandsko vladno ministrstvo, ustanovljeno 18. novembra 1941.
- Emblem
- Naslov
- Identifikacijska tabla
- Poslopje ministrstva